# Ба-1 (планер)
БА-1 («Тандем») — одномісний експериментальний планер конструкції О. О. Боріна і О. К. Антонова, сконструйований в 1935 році.

## Історія
Створений на Планерному заводі в Тушино в 1935 році, і в тому ж році брав участь у XI ВПЗ (11-х Всесоюзних планерних змаганнях), де зайняв 1-е місце в категорії експериментальних планерів. Випробуваний 14 вересня 1935 командиром експериментального загону льотчиків А. Н. Скородумовим і показав хорошу стійкість і керованість у польоті.

## Опис
При проектуванні планера ставилося завдання поліпшення аеродинаміки планера, можливості розміщення вантажів вздовж фюзеляжу і безпеки щодо штопора, так як при виході на закритичні кути атаки планер опускав ніс, не звалюючись на крило. Особливостями планера було те, що горизонтальне оперення відсутнє, а заднє крило мало розмах більше переднього і несло на собі кінцеві шайби рулі напрямку.

## Технічні характеристики
Інформація не зберіглась.